# Władysław Szymański (muzyk)
Władysław Mieczysław Szymański (ur. 1955) – polski organista, kompozytor, teoretyk muzyki, nauczyciel akademicki, profesor sztuk muzycznych, w latach 2016–2024 rektor Akademii Muzycznej im. Karola Szymanowskiego w Katowicach.

## Życiorys
W latach 1975–78 studiował muzykologię w Katolickim Uniwersytecie Lubelskim. Kształcił się następnie w Akademii Muzycznej w Katowicach, gdzie w 1983 roku ukończył studia w klasie organów prof. Juliana Gembalskiego oraz na Wydziale Teorii Muzyki, a później także Podyplomowe Studium dla kapelmistrzów orkiestr dętych.  Od roku 1985 jest wykładowcą tej uczelni. W latach 2008–2016 był dziekanem Wydziału Wokalno-Instrumentalnego, a od września 2016 r. przez dwie kadencje pełnił funkcję rektora.
Jest autorem utworów organowych, kameralnych oraz wokalno-instrumentalnych. Dwukrotnie otrzymał wyróżnienia na konkursach kompozytorskich: w 1983 roku za Toccatę na dwa fortepiany i w 1985 roku za Hymn na organy.

Uczestniczył w mistrzowskich kursach gry organowej u F. Peetersa w Belgii i L. Rogga w Austrii. Jako koncertujący organista występował, poza Polską, w Austrii, Czechach, Belgii, Danii, Finlandii, Hiszpanii, Holandii, Niemczech, Norwegii, Słowacji, Szwajcarii, Szwecji, Włoszech. Od 1979 roku jest organistą bazyliki św. Wojciecha w Mikołowie. Nagrał trzy płyty CD na zabytkowych XIX-wiecznych organach z tej świątyni. Jest jednym z inicjatorów oraz dyrektorem artystycznym międzynarodowego festiwalu Mikołowskie Dni Muzyki, odbywającego się cyklicznie od 1991 roku.

## Odznaczenia
- Złoty Medal „Zasłużony Kulturze Gloria Artis" – 2024[4][5]
- Brązowy Medal „Zasłużony Kulturze Gloria Artis" – 2013[6]